# Max Baitinger
Max Baitinger (* 1982 in Penzberg) ist ein deutscher Comiczeichner und Autor von Graphic Novels.

## Leben und Werk
Max Baitinger machte eine Schreinerausbildung und studierte Illustration an der Leipziger Hochschule für Grafik und Buchkunst. Seine dortige Abschlussarbeit, die Graphic Novel Heimdall, wurde seine erste Buchveröffentlichung und erschien 2013 bei Rotopol. 2016 folgte Röhner, ebenfalls bei Rotopol. 2017 erschien Birgit bei Reprodukt. 2013 erschien eine finnische Ausgabe von Heimdall bei Sarjakuvakeskus, 2017 eine französische bei Dédales éditions. 2018 erschien Röhner auf Spanisch bei Fulgencio Pimentel.
Im Feuilleton wurden seine Bücher positiv besprochen. Der Tagesspiegel erklärte Röhner zum zweitbesten Comic des Jahres 2016 und beschrieb bei Birgit den „stark piktogrammatischen Stil, der geprägt ist vom Spiel mit Farben und Formen“ und das Lesevergnügen, den das Buch bereite, und dass man nach der letzten Seite direkt noch einmal von vorn anfange. Auch der Deutschlandfunk schrieb: „Das ist so schön, dass man Birgit immer wieder lesen kann.“ Die FAZ lobte bei Röhner den Humor: „Baitinger dagegen ist in der Lakonie seiner Bilder und Texte sehr lustig;“
Er war Mitveranstalter des Leipziger Comic-Festivals „Millionaires Club“.
Baitinger arbeitet als freischaffender Illustrator in Leipzig.

## Auszeichnungen
- 2020: Comicbuchpreis für die (zu diesem Zeitpunkt noch unveröffentlichte) Graphic Novel Sibylla über die Barocklyrikerin Sibylla Schwarz[6]
- 2017: Förderpreis der Hans-Meid-Stiftung für Birgit[7]
- 2016: Comicbuchpreis (Finalist) mit Röhner[8]

## Werke
- Max Baitinger: Heimdall. 1. Auflage. Rotopol, Kassel 2013, ISBN 978-3-940304-81-0.
- Max Baitinger: Röhner. 1. Auflage. Rotopol, Kassel 2016, ISBN 978-3-940304-98-8.
- Max Baitinger: Birgit. 1. Auflage. Reprodukt, Berlin 2017, ISBN 978-3-95640-122-0.
- Max Baitinger: Happy Place. 1. Auflage. Rotopol, Kassel 2020, ISBN 978-3-96451-016-7.
- Max Baitinger: Sibylla. 1. Auflage. Reprodukt, Berlin 2021, ISBN 978-3-95640-281-4.